# 費爾南多德拉莫拉

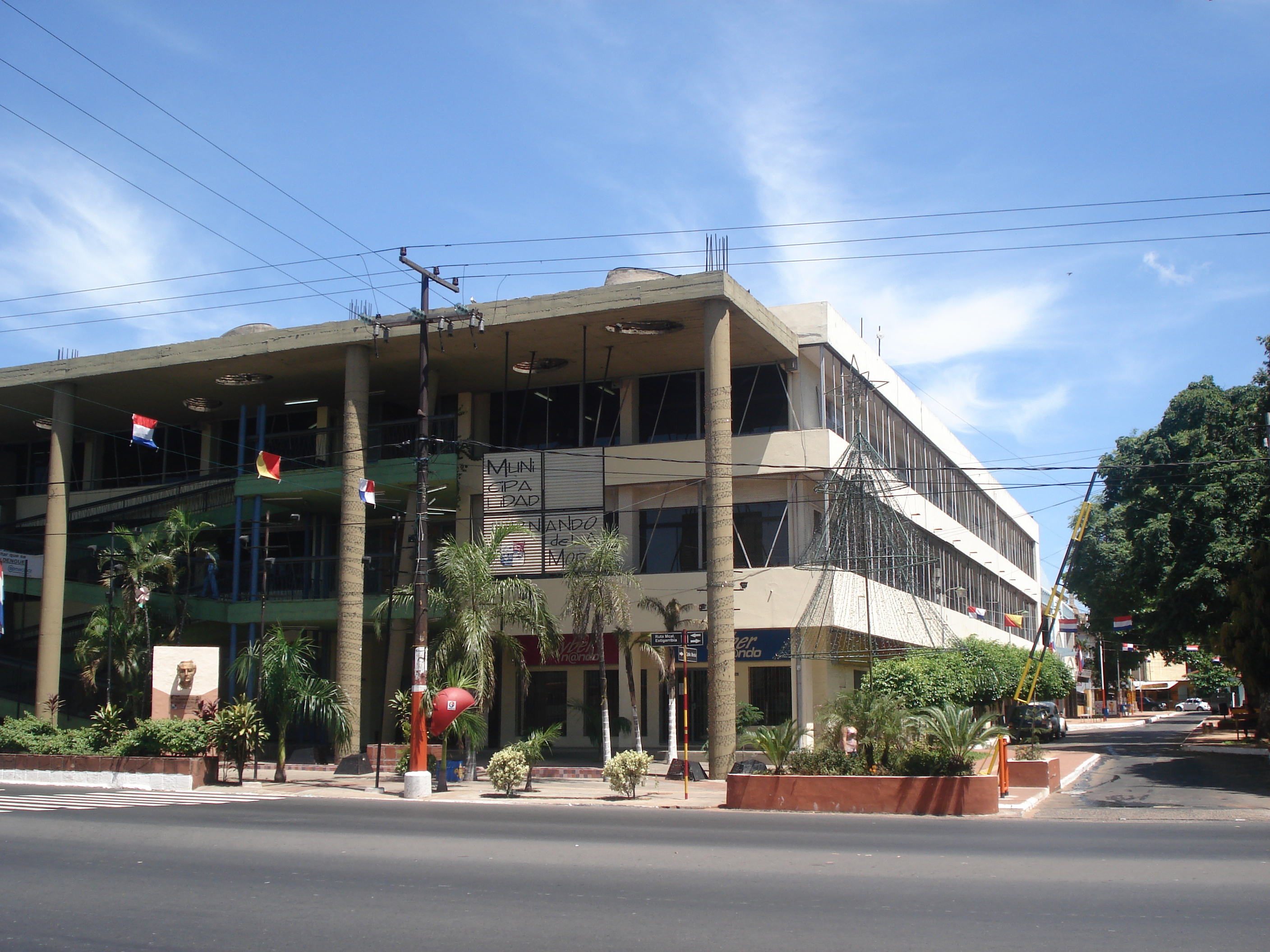

費爾南多德拉莫拉（西班牙語：Fernando de la Mora）是巴拉圭的城市，由中央省負責管轄，始建於1939年2月28日，面積29平方公里，海拔高度143米，主要經濟活動是商業，人口162,652。

## 外部連結
- Official website （页面存档备份，存于）